# アヴァル語
アヴァル語（アヴァルご、магӀарул мацӀ[maʕarul maʦʼ]「山の言葉」の意、またはавар мацӀ [awar maʦʼ]）は、コーカサス諸語に属する、カフカス地方のアヴァール人の言語。ロシア連邦南部、ダゲスタン共和国の公用語の一つ。主にダゲスタン共和国の西部・南部で話されており、アゼルバイジャン共和国北部にも話者が分布している。話者の総数は約60万人。アバル語、アバール語とも呼ぶ。
系統的には、北東コーカサス語族（ナフ・ダゲスタン語族）のダゲスタン語派に属する。北部方言と南部方言に大別される。

## 歴史
古代アヴァール人（Avar：同じ名前）はテュルク系を中心としており、現在のアヴァール人と近縁であるかどうかははっきりしておらず別系統といわれる。
15世紀よりグルジア文字によって、また、17世紀以降はアラビア文字によって書かれてきた。1928年にはラテン文字による表記が導入されたが、1938年にキリル文字をもとにした正書法に改められた。